# René-Pierre Eschassériaux
Pour les articles homonymes, voir Eschassériaux.
René Pierre Eschassériaux, né le 11 mai 1850 à Agen (Lot-et-Garonne) et mort le 20 février 1906 à Boulogne-Billancourt, est un homme politique français.

## Biographie
Fils d'Eugène Eschassériaux, il entre dans la diplomatie sous le Second Empire. Il est député de la Charente-Maritime de 1876 à 1881, siégeant au groupe bonapartiste de l'Appel au peuple.

## Sources
- « René-Pierre Eschassériaux », dans Adolphe Robert et Gaston Cougny, Dictionnaire des parlementaires français, Edgar Bourloton, 1889-1891 [détail de l’édition]
- « René-Pierre Eschassériaux », dans le Dictionnaire des parlementaires français (1889-1940), sous la direction de Jean Jolly, PUF, 1960 [détail de l’édition]